# Объект налогообложения в России
Объе́кт нало́гообложе́ния — реализация товаров (работ, услуг), имущество, прибыль, доход, расход или иное обстоятельство, имеющее стоимостную, количественную или физическую характеристику, с наличием которого законодательство о налогах и сборах связывает возникновение у налогоплательщика обязанности по уплате налога. Является одним из обязательных элементов налога. При этом каждый налог должен иметь самостоятельный объект налогообложения, определяемый в соответствии с частью второй и с учётом положений главы 146 «Объект налогообложения» Налогового кодекса РФ (сокр. НК РФ).